# ジュバイル (サウジアラビア)

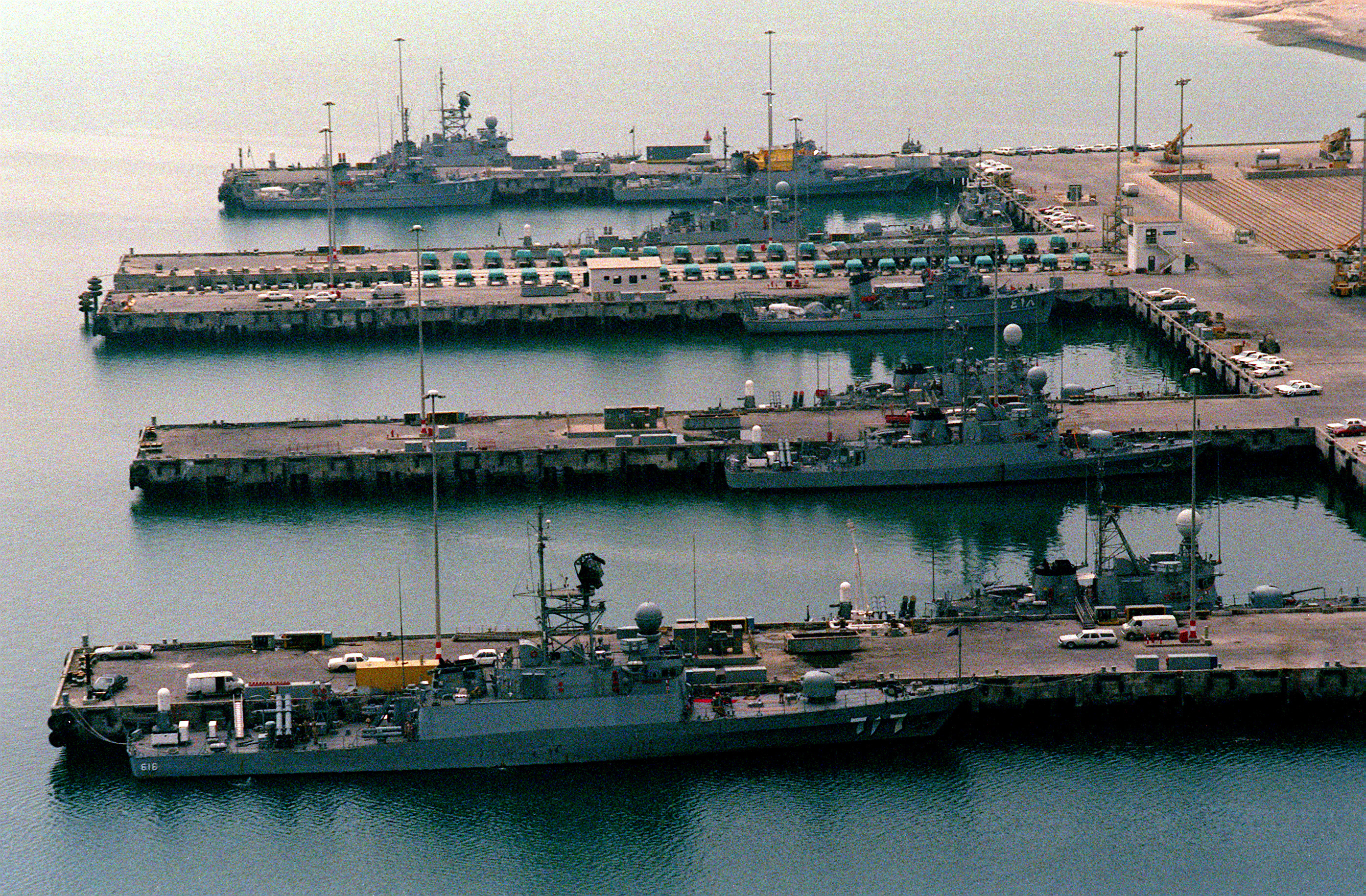
キング・アブドゥルアジーズ海軍基地

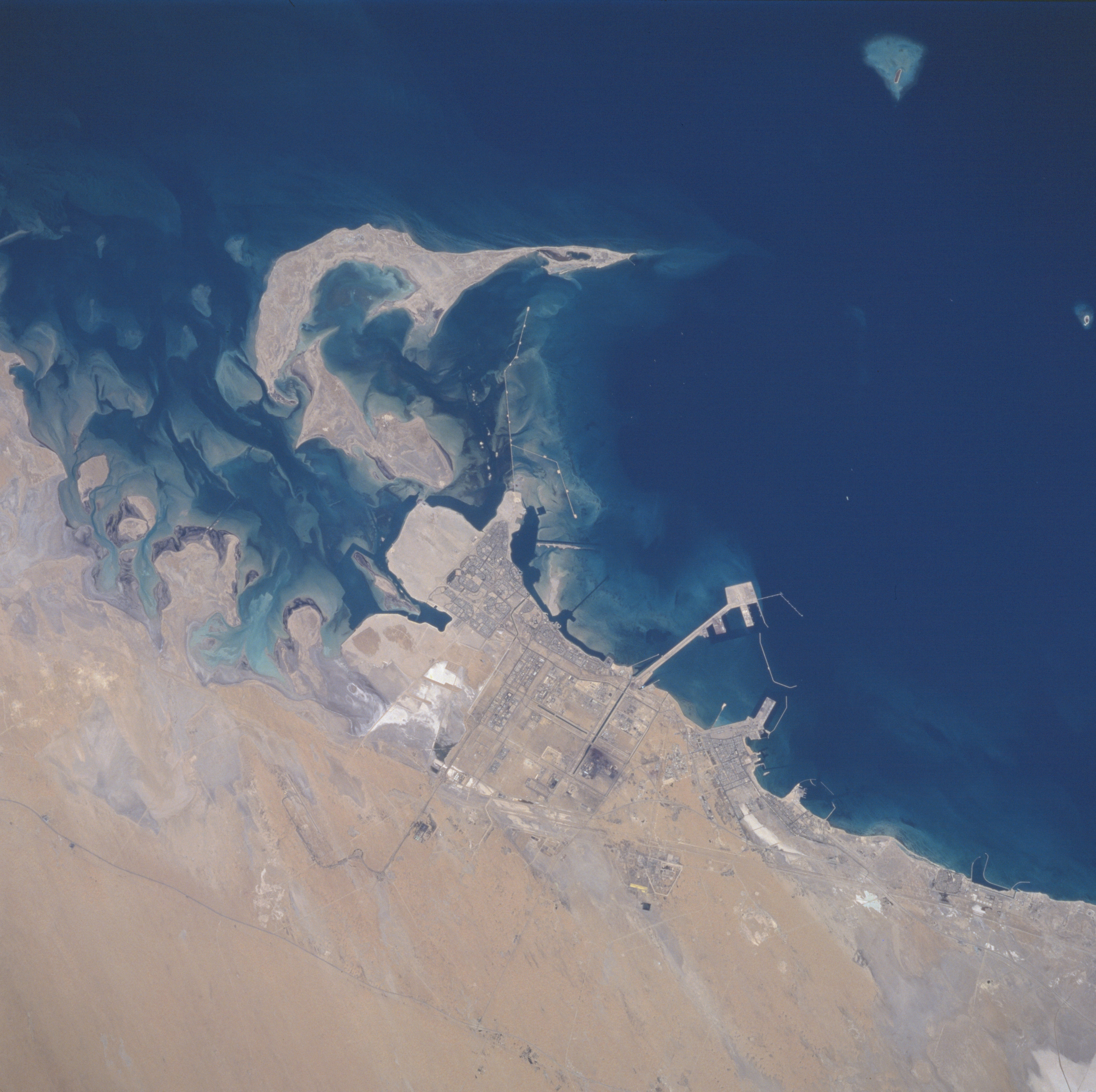
ジュバイルの空撮（1996年6月）

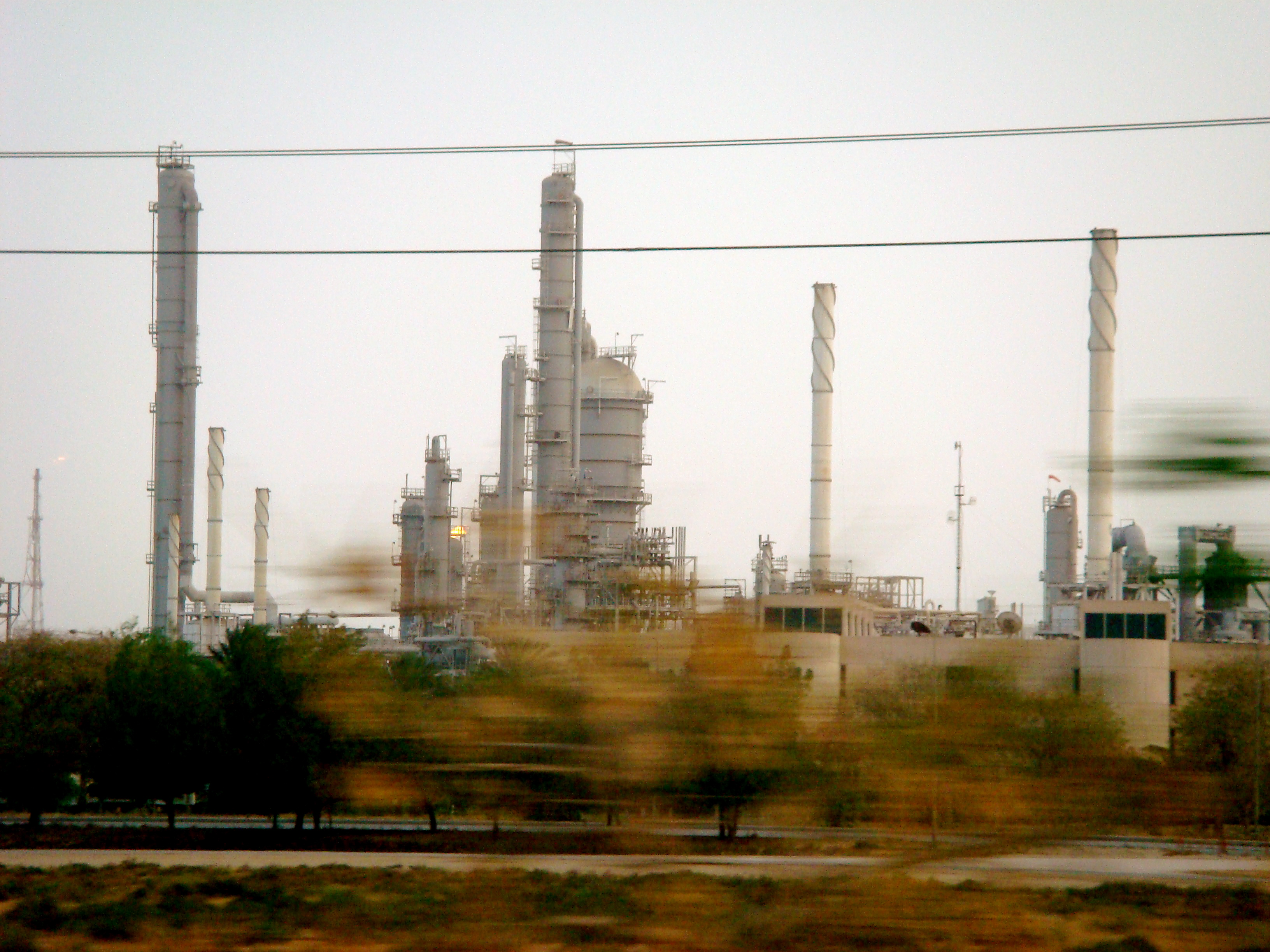
ジュバイルの工場

ジュバイル (アラビア語: الجبيل、アル・ジュバイル、ジュベイル、ジュベールとも）は、サウジアラビアの東部州に位置し、ペルシャ湾に面した都市。サウジアラビア最大の、そして中東最大の工業都市であり、また世界でも有数の工業都市である。また、中東最大、世界でも第4位の石油化学企業であるサウジアラビア基礎産業公社の重要拠点のひとつがジュバイルである。この町では、石油精製を筆頭に、鉄鋼やポリエチレン・ポリエステルなどの石油化学製品、化学肥料などの巨大工場が林立している。この町にあるIWPP（独立水・発電プロジェクト）は、2743.6メガワットの発電能力と100万m3の淡水を製造でき、特に海水淡水化プラントとしては世界最大の規模を誇る工場である。ジュバイルは1975年までは小さな漁村であり、現在でも市街は旧市街と新しい工業都市とに分かれている。ジュバイル工業都市は世界でも最大級の技術プロジェクトである。また、この工業地帯は拡大を続けており、製油所の新設や淡水化プラントのリハビリ工事などが相次いで行われている。
1975年、サウジアラビア政府はジュバイルを新工業都市の建設地に指定し、以後急速な開発と工業化が進められた。新しい工業・住宅地区はジュバイル工業都市と命名され、2005年には224430人の人々がその新工業都市に居住していた。
ジュバイルは古くからの歴史を持ち、人類の居住は少なくとも7000年前までにはさかのぼることができるが、現在のジュバイルの街は18世紀から19世紀にかけて Albuainain家、Alkhaldi家、Aalkhater家などのいくつかの家によって建設された。1933年9月には、地質学者のチームがサウジアラビアで初の油田探査をジュバイルで開始した。ベクテルは30年以上前にジュバイル・プロジェクトを開始し、それは現代でも継続されている。1970年代の計画開始、そして1977年の着工以来ベクテルは計画を管理しており、2004年にはジュバイルとヤンブー王立委員会がジュバイルの工業・住宅地区の拡張を盛り込んだ3.8億ドルのジュバイルⅡ計画を会社に諮問した。
ジュバイルはダーラン・ジュバイル高速道路とAbu Hadriyah高速道路という二つの主要な高速道路によって他の都市に接続されている。また、ジュバイルからカスィーム州のブライダまでの距離を現在の831㎞から500kmにまで短縮するジュバイル・カスィーム高速道路が建設中である。また、サウジアラビア・ランドブリッジ計画においてはダンマンとジュバイルを結ぶ鉄道が計画されている。
ジュバイルにはジュバイル商業港とキングファハド工業港の2つの港が存在する。2011年の時点で、ジュバイルの総貨物取扱量は44700トンで、世界92位にランクされている。また、ジュバイル市から西に25㎞、工業地帯の近くにジュバイル空港がある。もともとこの空港はジュバイルとヤンブー王立委員会によって商業用の民間空港として建設されたものだが、商業空港としては近隣のダンマンにキング・ファハド国際空港が存在するため、この空港は国防省へと引き渡され、サウジアラビア海軍の航空基地として使用されている。